# Глибиннонасосні артезіанські установки
Глибиннонасо́сні артезіа́нські устано́вки (рос. глубиннонасосные артезианские установки, англ. artesian deep-pumping plants, нім. artesische Tiefpumpenanlagen f pl) — слугують для добування підземних вод з свердловин.
Застосовуються при температурі води до 35 °C, мінералізації до 2000 мг/л, вмісті домішок 1—5 г/л.
Глибиннонасосні артезіанські установки складаються з насоса, водопідіймального трубопроводу з трансмісією, опорного коліна і привода.
Для підйому води з глибоких свердловин використовують занурені відцентрові електронасоси.